# Ronde van Vlaanderen 1962
De 46ste editie van de Ronde van Vlaanderen werd verreden op 1 april 1962 over een afstand van 256 km van Gent naar Gentbrugge (ter vervanging van de vroegere aankomstplaats Wetteren). De gemiddelde uursnelheid van de winnaar was 38,438 km/h. Van de 151 vertrekkers bereikten er 48 de aankomst.

## Koersverloop
Door een sterke zijwind aan de kust werd het peloton in waaiers uiteengetrokken. Toen de beklimmingen begonnen had zich een elitegroep van 6 gevormd. Tom Simpson en Rik Van Looy voerden samen het ritme op. In de slotkilometers in Gentbrugge ontsnapte Van Looy en bereikte alleen als eerste de eindmeet. Hij won daarmee zijn tweede Ronde van Vlaanderen.

## Hellingen
| - Kwaremont - Kruisberg | - Edelareberg - Valkenberg | - Kasteelstraat - Groteberge |

## Uitslag
| Rang | Renner            | Land                | Ploeg                            | Tijd     |
| ---- | ----------------- | ------------------- | -------------------------------- | -------- |
| 1    | Rik Van Looy      | België              | Flandria-Faema-Clément           | 6h39'56" |
| 2    | Michel Van Aerde  | België              | Carpano                          | op 9"    |
| 3    | Norbert Kerckhove | België              | Dr Mann                          | z.t.     |
| 4    | Noël Foré         | België              | Flandria-Faema-Clement           | z.t.     |
| 5    | Tom Simpson       | Verenigd Koninkrijk | Gitane-Leroux                    | z.t.     |
| 6    | Jef Planckaert    | België              | Flandria-Faema-Clement           | op 12"   |
| 7    | Willy Vannitsen   | België              | Wiel's-Groene Leeuw              | op 4'08" |
| 8    | Michel Stolker    | Nederland           | Saint Raphael-Helyett-Hutchinson | z.t.     |
| 9    | Edgard Sorgeloos  | België              | Flandria-Faema-Clement           | z.t.     |
| 10   | Jos Wouters       | België              | Solo-Van Steenbergen             | op 4'25" |

1913 · 
1914 · 
1915 · 
1916 · 
1917 · 
1918 · 
1919 · 
1920 · 
1921 · 
1922 · 
1923 · 
1924 · 
1925 · 
1926 · 
1927 · 
1928 · 
1929 · 
1930 · 
1931 · 
1932 · 
1933 · 
1934 · 
1935 · 
1936 · 
1937 · 
1938 · 
1939 · 
1940 · 
1941 · 
1942 · 
1943 · 
1944 · 
1945 · 
1946 · 
1947 · 
1948 · 
1949 · 
1950 · 
1951 · 
1952 · 
1953 · 
1954 · 
1955 · 
1956 · 
1957 · 
1958 · 
1959 · 
1960 · 
1961 · 
1962 · 
1963 · 
1964 · 
1965 · 
1966 · 
1967 · 
1968 · 
1969 · 
1970 · 
1971 · 
1972 · 
1973 · 
1974 · 
1975 · 
1976 · 
1977 · 
1978 · 
1979 · 
1980 · 
1981 · 
1982 · 
1983 · 
1984 · 
1985 · 
1986 · 
1987 · 
1988 · 
1989 · 
1990 · 
1991 · 
1992 · 
1993 · 
1994 · 
1995 · 
1996 · 
1997 · 
1998 · 
1999 · 
2000 · 
2001 · 
2002 · 
2003 · 
2004 · 
2005 · 
2006 · 
2007 · 
2008 · 
2009 · 
2010 · 
2011 · 
2012 · 
2013 · 
2014 · 
2015 · 
2016 · 
2017 · 
2018 · 
2019 · 
2020 · 
2021 · 
2022 · 
2023 · 
2024
Lijst van beklimmingen